# Zhou Suhong
Dans ce nom chinois, le nom de famille, Zhou, précède le nom personnel.
Zhou Suhong, née le 23 avril 1979 dans le Zhejiang, est une joueuse chinoise de volley-ball.

## Palmarès
- Jeux olympiques
  -  Médaille d'or aux Jeux olympiques d'été de 2004
  -  Médaille de bronze aux Jeux olympiques d'été de 2008
- Coupe du monde de volley-ball féminin
  -  Vainqueur de la Coupe du monde de volley-ball féminin 2003
- World Grand Champions Cup féminine
  -  Vainqueur de la World Grand Champions Cup féminine 2001
  -  Troisième de la World Grand Champions Cup féminine 2005